# Strijdende Indonesische Democratische Partij
De Strijdende Indonesische Democratische Partij (Indonesisch: Partai Demokrasi Indonesia Perjuangan, afgekort PDI-P), ook wel vertaald als Indonesische Democratische Partij voor/van/en Strijd, is een politieke partij in Indonesië. Het is de partij van de oud-presidenten Megawati Soekarnoputri (2001-2004) en Joko Widodo (2014-2024). De dochter van Megawati is sinds 2019 voorzitter van het parlement, de Volksvertegenwoordigingsraad.
De PDI-P werd in 1999 opgericht door Megawati Soekarnoputri. Zij is een dochter van de eerste president van Indonesië Soekarno. Tijdens de periode van de Nieuwe Orde was zij betrokken bij de Indonesische Democratische Partij (PDI), een van de twee door het Soeharto-regime toegestane oppositiepartijen. In de aanloop naar de parlementsverkiezingen van 1997 werd ze uit de partij gezet. Kort na de val van Soeharto in 1998 werd het toegestaan om nieuwe partijen op te richten, en Megawati richtte daarop in 1999 de PDI-P op. 
De ideologie van de partij is gebaseerd op de Pancasila, de door Soekarno ontwikkelde staatsideologie van Indonesië, en de grondwet van 1945. De partij is lid van de Raad van Aziatische Liberalen en Democraten (CALD).

## Oprichting
Tijdens de Nieuwe Orde, vanaf 1973, waren naast regeringspartij Golkar enkel de oppositiepartijen Verenigde Ontwikkelingspartij (PPP) en Indonesische Democratische Partij (PDI) toegestaan door het regime. Op het congress van de PDI van 1993 werd Megawati Soekarnoputri, dochter van oud-president Soekarno, gekozen als nieuwe partijvoorzitter. Het regime van president Soeharto erkende deze keuze niet. De keuze voor Megawati werd genegeerd en het door Megawati-supporters ingenomen PDI-hoofdkwartier in Jakarta werd uiteindelijk op 27 juli 1996 aangevallen door tegenstanders, gedacht wordt met steun van de regering. De PDI was nu uiteengevallen in twee facties, waarna Megawati voor de verkiezingen van 1997 opriep om niet op de PDI te stemmen, maar blanco te stemmen of zelfs een stem uit te brengen op de andere oppositiepartij: de PPP.
Mede door de rol van Megawati verloor de PDI aanzienlijk, en na winst voor Golkar bij de parlementsverkiezingen van 1997 werd Soeharto in maart 1998 benoemd voor een zevende presidentstermijn. Zijn Ontwikkelingskabinet VII zou echter maar twee maanden zitten, en de president en het regime vielen in mei 1998, mede door de Aziatische financiële crisis. Dit luidde het begin van de Reformasi in, een hervorming waarbij onder andere de oprichting van nieuwe partijen werd toegestaan. Hierop richtte Megawati de PDI-P op, met de toevoeging 'Perjuangan' ("strijd") om haar partij te onderscheiden van de oorspronkelijke PDI.

## Verkiezingsresultaten[8][9]
| Jaar | Stemmen    | Percentage | Zetels    |
| ---- | ---------- | ---------- | --------- |
| 1999 | 35.689.073 | 33,74%     | 153 / 462 |
| 2004 | 21.026.629 | 18,53%     | 109 / 550 |
| 2009 | 14.600.091 | 14,03%     | 95 / 560  |
| 2014 | 23.681.471 | 18,95%     | 109 / 560 |
| 2019 | 27.053.961 | 19,33%     | 128 / 575 |
| 2024 |            | 16,27%     | 110 / 580 |